# Rosamind Julius
Rosamind Julius (* 30. November 1923 in London; † 19. Mai 2010) war eine britische Unternehmerin und Möbeldesignerin. Gemeinsam mit ihrem Ehemann Leslie Julius war sie in der Epoche nach dem Zweiten Weltkrieg stilprägend in Großbritannien.

## Leben
Rosamind Julius, geborene Rosamind Goldman, war die Erbin der Möbel-Herstellerfirma Hille. Die Firma war von ihrem Großvater, Salamon Hille, gegründet worden, der auf der Flucht vor Judenpogromen 1900 von Russland nach England gekommen war. Dessen Tochter Ray heiratete Maurice Goldman. Nachdem die Familie zunächst dessen Namen geführt hatte, änderte sie ihn nach der Geburt der Tochter Rosamind in Hille. Ray Hille übernahm die Geschäftsführung im Jahr 1932. Ray erweiterte das Produktionsprogramm, das ursprünglich auf hochwertige handgefertigte Möbel im Chippendale- und Hepplewhite-Stil spezialisiert war, um eine Mischung aus Lackmobiliar im nachempfundenen chinesischen Stil, Bauhaus-Design und modernem Mobiliar nach eigenem Entwurf.
Rosamind Julius begann zunächst eine Ausbildung als Architektin, diente dann aber während des Zweiten Weltkrieges im Women’s Royal Naval Service. In dieser Zeit lernte sie Leslie Julius kennen. 1944 heiratete das Paar. Nach dem Krieg traten beide in die Arbeit bei Hille ein.
Auf einer Verkaufsreise in die USA im Jahr 1946 machten sie beide Bekanntschaft mit dem modernen amerikanischen Stil, geprägt von Designern wie Charles Eames und Herman Miller. In New York lernten sie den jungen britischen Designer kennen, dessen Name später zu einem Synonym für Hille werden sollte: Robin Day. Day hatte eine Ausbildung am Royal College of Art absolviert. Er und sein Kollege Clive Latimer hatten gerade einen ersten Preis für ihr Schranksystem beim internationalen Wettbewerb für preiswertes Mobiliar gewonnen. Ihr Stück wurde beim Museum of Modern Art ausgestellt.
Zurück in England, nahmen die Julius’ Kontakt zu Day auf. Man traf sich in einem Pub in Walthamstow im Osten Londons – der Beginn einer überaus fruchtbaren Zusammenarbeit. Deren erste Produkte waren der stapelbare Hillestak-Stuhl und das Hillespan-Schranksystem. Day und Hille gewannen Preise auf der Mailänder Möbelmesse von 1951 und 1954, was ihnen zu internationaler Bekanntschaft verhalf. Anfang der 1960er Jahre konstruierte Day für Hille einen billigen, stapelbaren Stuhl aus Polypropylen, der sich in Millionen von Exemplaren verkaufte. Nahezu jede Person in Großbritannien hat schon auf einem dieser Stühle gesessen.
Der öffentliche Stilgeschmack war in jenen Jahren rückwärtsgewandt; das Möbelgeschäft war vom konservativen Einzelhandel dominiert. Rosamind Julius, die nun kompromisslos auf Modernität setzte, kam zu der Überzeugung, dass sie direkten Kontakt zu den Architekten und Endkunden aufbauen müsse, um ihr Programm durchzusetzen. Der Architekt Ernő Goldfinger wurde beauftragt, eine moderne Fabrik in Watford zu entwerfen. Diese wurde 1961 in Betrieb genommen. 1962 wurde ein von Peter Moro entworfener Ausstellungsraum in der Albemare Street im Herzen Londons eröffnet.
Dieser Raum mit seiner spektakulären Wendeltreppe wurde zum Treffpunkt für bekannte Architekten, Designer, Journalisten und Intellektuelle und zum Schauplatz viel beachteter Partys. Unter den Gästen waren Alison und Peter Smithson, Reyner Banham, Richard Hamilton, Eduardo Paolozzi und Terence Conran.
Hilles erster großer Auslandsauftrag war die Ausstattung des Istanbul Hilton. Anfang der 1970er Jahre hatte das Unternehmen Lizenzabkommen in mehr als 50 Ländern. Das Festival of Britain, die Royal Festival Hall und der Flughafen Gatwick wurden von Hille möbliert. 1972 erhielten Rosamind und Leslie Julius gemeinsam die Medaille der Royal Society of Arts für ihre Förderung von Kunst und Design. 1981 fand eine große Ausstellung über Hille im Victoria and Albert Museum statt.
Wenig später wurde die Firma verkauft. Rosamind Julius behielt jedoch ihre prominente Rolle auf der Bühne des internationalen Design bei. Gemeinsam mit Kenneth Grange präsidierte sie einer internationalen Designkonferenz in Aspen. Dem Publikums wurde David Hockney und Bruce Oldfield vorgestellt, aber zum allgemeinen Amüsement auch satirische Kritik über zeitgenössisches britisches Möbeldesign aus der Fernsehshow Spitting Image. 1998 wurde Rosamind Julius als Senior Fellow des Royal College of Art ausgezeichnet.
1989 starb Leslie Julius. Rosamind und Leslie Julius hinterlassen eine gemeinsame Tochter, die Journalistin und Kunstkritikerin Corinne Julius, die 2008 ebenfalls eine Auszeichnung als Fellow des Royal College of Art erhalten hat.